# Baixadas Litorâneas
Baixadas Litorâneas è una mesoregione dello Stato di Rio de Janeiro in Brasile.

## Microregioni
È suddivisa in due microregioni:
- Bacia de São João
- Lagos

| Controllo di autorità | VIAF (EN) 1935150325570310090002 |